# 周防大橋
周防大橋（すおうおおはし）は、山口県山口市深溝と同市秋穂二島の間にかかる山口県道25号宇部防府線の橋。

## 概要
山口市を貫流する椹野川最下流の河口部（山口湾）にかかる。建設当時は中央部の3径間連続鋼斜張橋（延長180m）のみを周防大橋としていたが、完成後全体で周防大橋と呼ぶようになった。高さ71mに及ぶ斬新な形状の主塔やRC床版と鋼床版の複合構造などにより、景観と構造の両面でユニークであるとも言われる。
この橋の開通により、旧阿知須町と旧秋穂町を短絡するルートが完成し、前後の県道（南部海岸道路）とあわせて、宇部市と防府市の間を、交通の輻輳する小郡地区を回避しつつ短絡するルートとして利用されている。

## 周辺
- 幸崎公園
- 藤尾山公園
- きらら浜